# 异烟酸甲酯
异烟酸甲酯是一种酯类有机化合物，化学式为C7H7NO2。

## 合成
异烟酸甲酯可由吡啶-4-甲醛和碘、亚硝酸钠在甲醇中于70 °C反应得到；或由异烟酸和甲醇在硫酸的存在下反应制得，其中，异烟酸也可转化为酰氯直接和醇反应得到酯。
N-氧化吡啶-4-甲酸甲酯在雷尼镍的催化下和甲酸铵反应，也能得到异烟酸甲酯。

## 拓展阅读
- 异烟酸甲酯. ChemicalBook.